# Olimpíada d'escacs de 1928
L'Olimpíada d'escacs del 1928 o II Olimpíada d'escacs es va celebrar entre els dies 21 de juliol i 6 d'agost a La Haia, al Binnenhof, el parlament neerlandès, al mateix temps que els Jocs Olímpics d'Estiu de 1928. Fou la segona olimpíada d'escacs organitzada per la FIDE i va incloure una competició open i una de femenina, a banda de diverses activitats per a la promoció dels escacs.
Hi varen competir representants de disset països, en equips de quatre jugadors, amb un total de 86 jugadors, per sistema Round Robin. Polònia, Letònia, EUA i Romania hi van participar per primera vegada. El control de temps era d'una hora per als primers 20 moviments.
El congrés de la FIDE celebrat a Londres l'any anterior havia aprovat que, seguint l'esperit dels Jocs Olímpics, només hi podrien participar jugadors aficionats. Aquesta norma va afectar en gran manera la competició, ja que la conseqüència fou l'absència en l'esdeveniment de la majoria dels millors jugadors mundials i el seu consegüent desprestigi. A més a més, la definició del concepte aficionat va ser deixada en mans de les federacions nacionals, que varen actuar amb criteris diferents. El fracàs experimentat en aquesta Olimpíada provocà una ràpida decisió de la presidència de la FIDE en el sentit de no diferenciar entre aficionats i professionals, i permetre per tant, en futurs esdeveniments, la participació olímpica dels millors jugadors, mesura la qual s'ha mantingut fins a l'actualitat.

## Resultats finals
| Pos.              | Nació          | Jugadors                                                             | Punts |
| ----------------- | -------------- | -------------------------------------------------------------------- | ----- |
| Medalla d'or      | Hongria        | Nagy, Steiner E., Vajda, Havasi                                      | 44    |
| Medalla de plata  | Estats Units   | Kashdan, Steiner H., Factor, Tholfsen, Hanauer                       | 39,5  |
| Medalla de bronze | Polònia        | Makarczyk, Frydman, Regedziński, Chwojnik, Blass                     | 37    |
| 4                 | Àustria        | Hönlinger, Lokvenc, Müller, Wolf, Beutum                             | 36.5  |
| 5                 | Dinamarca      | Norman-Hansen, Andersen, Gemzøe, Ruben                               | 34    |
| 6                 | Suïssa         | Rivier, Gygli, Voellmy, Naegeli, Henneberger M., Michel              | 34    |
| 7                 | Txecoslovàquia | Gilg, Prokeš, Pokorný, Rejfíř, Schulz, Teller                        | 34    |
| 8                 | Argentina      | Fernández Coria, Maderna, Palau, Reca, Grau                          | 33.5  |
| 9                 | Alemanya       | Wagner, Hilse, Schönmann, Blümich, Foerder                           | 31.5  |
| 10                | Països Baixos  | Weenink, Kroone, Van den Bosch, Schelfhout, Wertheim W., Wertheim J. | 31.5  |
| 11                | França         | Gaudin, Betbeder, Duchamp, Crépeaux, Muffang, Drezga                 | 31    |
| 12                | Bèlgica        | Sapira, Koltanowski, Censer I., Dunkelblum                           | 31    |
| 13                | Suècia         | Stoltz, Jacobson, Ståhlberg, Karlin, Jonsson                         | 31    |
| 14                | Letònia        | Apšenieks, Strautmanis, Petrovs, Taube, Melnbārdis                   | 30    |
| 15                | Itàlia         | Monticelli, Sacconi, Hellmann, Calapso, De Nardo, Marotti            | 26.5  |
| 16                | Romania        | Bródy, Proca, Balogh, Gudju                                          | 25.5  |
| 17                | Espanya        | V.Marín, Lluís Cortés, José Aguilera, A.Ribera, Salvador Mollà       | 13.5  |

## Medalles individuals
No hi havia ordenació dels jugadors per taulers, de manera que només els sis primers jugadors amb millor percentatge de puntuació varen ser guardonats.
| Pos.              | Jugarods                          | Punts           |
| ----------------- | --------------------------------- | --------------- |
| Medalla d'or      | Isaac Kashdan ( Estats Units)     | 13/15 (86,7%)   |
| Medalla de plata  | André Muffang ( França)           | 12,5/16 (78,1%) |
| Medalla de bronze | Teodor Regedziński ( Polònia)     | 10/13 (76,9%)   |
| 4                 | ex aequo Endre Steiner ( Hongria) | 11,5/16 (71,9%) |
| 4                 | ex aequo Géza Nagy ( Hongria)     | 11,5/16 (71,9%) |
| 6                 | William Rivier ( Suïssa)          | 7,5/11 (68,2%)  |

## Campionat mundial d'escacs per aficionats
Durant l'Olimpíada es va celebrar també el segon campionat d'escacs per aficionats, amb els següents resultats:
| Pos.              | Jugadors                                  | Punts |
| ----------------- | ----------------------------------------- | ----- |
| Medalla d'or      | Max Euwe ( Països Baixos)                 | 12    |
| Medalla de plata  | Dawid Przepiórka ( Polònia)               | 11    |
| Medalla de bronze | Hermanis Matisons ( Letònia)              | 10    |
| 4                 | Manuel Golmayo de la Torriente ( Espanya) | 9,5   |
| 5                 | Karel Treybal ( Txecoslovàquia)           | 9,5   |
| 6                 | Norman Whitaker ( Estats Units)           | 9,5   |
| 7                 | Carl Carls ( Alemanya)                    | 9     |
| 8                 | Albert Becker ( Àustria)                  | 7     |
| 9                 | André Chéron ( França)                    | 6     |
| 10                | Allan Nilsson ( Suècia)                   | 6     |
| 11                | Stefano Rosselli del Turco ( Itàlia)      | 6     |
| 12                | Lajos Steiner ( Hongria)                  | 5,5   |
| 13                | José Araiza ( Mèxic)                      | 5,5   |
| 14                | Anatol Tschepurnoff ( Finlàndia)          | 5,5   |
| 15                | Alexandru Tyroler ( Romania)              | 5     |
| 16                | Walter Henneberger ( Suïssa)              | 3     |